# Årsjögård
Årsjögård är ett arkeologiskt friluftsmuseum i form av en rekonstruerad vikingagård, belägen på Brudberget i Årsunda, Gävleborgs län. Gården ägs av Sandvikens kommun och den ideella Vikingaföreningen Fafner ansvarar för driften. 
De första byggnaderna uppfördes 1996. Gården omfattar idag (2019) bland annat långhus, smedja, kokhus, visthus, fähus och en kultplats.
I omgivningarna finns ett flertal fasta fornlämningar, bland annat Gästriklands största vikingatida gravfält Söderby.